# Kreis Walk

Lage im Gouvernement Livland

Karte des Walkschen Kreises, 1904

Lage in Lettland

Der Kreis Walk oder Walkscher Kreis (lett. Valkas apriņķis) war eine Verwaltungseinheit im Gouvernement Livland (1783–1918), im Vereinigten Baltischen Herzogtum (1918) und in der Republik Lettland, der während der administrativen Territorialreform der Lettischen SSR im Jahr 1949 aufgelöst wurde. Kreisstadt war Walk.
Im Jahr 1897 hatte der Kreis 120.585 Einwohner.
Sowohl Stadt als auch Kreis wurden nach 1918 zwischen Lettland und Estland geteilt, wobei das weit überwiegende Territorium des Kreises zu Lettland kam.
In verkleinerter Form bestand daher ein Kreis Walk mit dem zu Lettland gekommenen Teil der Stadt Walk (Valka) in der Lettischen Sozialistischen Sowjetrepublik (1919), in Lettland (1918–1940), im Generalbezirk Lettland (1941–1944) und in der Lettischen Sozialistischen Sowjetrepublik (1940/1944–1949).
Teile des Kreises liegen heute in den lettischen Bezirken Valka und Alūksne.
Ein kleiner nördlicher Teil gehört heute zu Estland, der allerdings den Hauptteil der Stadt Walk (Valga) umfasst. Ein Kreis Valga wurde auch im unabhängigen Estland gebildet, der aber weiter nach Norden reicht.
Der Kreis beinhaltete die Kreisstadt Walk und 11 Kirchspiele:
Gaujiena (Adsel), Ērģeme (Ermes), Lugaži (Luhde), Alūksne (Marienburg), Apekalns (Oppekaln), Palsmane-Aumeisteri (Palzmar-Serbigal), Gulbene (Schwanenburg), Smiltene (Smilten), Tirza-Velēna (Tirzen-Wellan), Trikāta (Trikaten), Ēvele (Wolfahrt).